# Тэддиман, Томас
Томас Тэддиман (англ. Thomas Teddiman, встречается также написание Teddeman или Teddyman; ум. 23 мая 1668) — английский адмирал XVII века, участник англо-испанской и второй англо-голландской войн.

## Биография
О большей части жизни Томаса Тэддимана почти ничего неизвестно. В том числе неизвестна и дата его рождения. Он был назван в честь своего отца, происходившего из семьи судовладельцев из Дувра. Двоюродный брат Томаса Генри Тэддиман был капитаном английского флота. Согласно некоторым источникам,[каким?] молодой Томас Теддиман уже служил во время английской революции, но не на флоте.
Первые достоверные сведения о нём относятся к 1659-1660 годам, когда он принимал участие в англо-испанской войне в Средиземном море в качестве капитана 50-пушечного корабля 3 ранга Tredagh парламентарного флота. 10 июня 1660 года недалеко от Алжира он встретил 6 испанских судов и преследовал их до Гибралтара.
После окончания войны он командовал кораблями Fairfax, с 1661 года) и Kent, на котором он в июле 1663 года доставил английского посланника в России графа Карлайла в Архангельск. В мае 1664 года Теддиман был назначен капитаном 52-пушечного HMS Revenge, затем в том же году он получил в командование линейный корабль HMS Swiftsure. Во время Лоустофтского сражения второй англо-голландской войны в 1665 году, Томас Тэддиман в звании контр-адмирала командовал дивизией арьергарда на линейном корабле HMS Royal Katherine. После успеха англичан в этом сражении он был произведён в рыцарское достоинство 30 июня того же года.
В августе 1665 года на Revenge с группой боевых кораблей Тэддиман отправился в Берген, чтобы захватить находящийся в порту голландский торговый флот с богатым грузом из Ост-Индии. Однако в Вогенском сражении 12 августа 1665 года флотилия Тэддимана потерпела поражение от голландцев под командованием Питера де Биттера, сторону которых принял и датско-норвежский гарнизон крепости. Несмотря на разочарование английского короля Карла II этим поражением, карьере Тэддимана оно не повредило. В звании вице-адмирал он принимал участие также в четырёхдневном сражении и в сражении в день св. Иакова. В 1667, последнем году второй англо-голландской войны, Томас Тэддиман не принимал участия в боевых действиях. В 1668 году он получил под командование линейный корабль HMS Cambridge.
Вскоре после окончания войны английский парламент предпринял расследование с целью определить причины её неудачи. Деятельность Тэддимана подверглась критике. 13 мая он скончался от лихорадки, вызванной вирусной инфекцией. На похоронах Томаса Тэддимана присутствовали многие представители Королевского флота.